# The Blues (B.B. King)
The Blues è il secondo album (anche questo come il primo è una raccolta) di B.B. King, pubblicato dalla Crown Records nel giugno del 1958.
Il disco raccoglie brani di cui alcuni già pubblicati in precedenza, dal 1951 al 1958, nel formato da 78 giri.

## Tracce
Lato A
1. Why Do Things Happen to Me – 2:48 (Jules Taub, Roy Hawkins) – Registrato circa nel gennaio del 1958 a Culver City
2. Ruby Lee – 2:37 (Riley B. King, Jules Taub) – Registrato nel 1956 a Culver City
3. When My Heart Beats Like a Hammer – 2:55 (John Lee Williamson) – Registrato nel marzo del 1954 a Los Angeles
4. Past Day – 3:17 (Riley B. King, Joe Josea) – Registrato nel 1952/53 a Houston
5. Boogie Woogie Woman – 2:49 (Riley B. King, Jules Taub) – Registrato nel settembre del 1952 a Memphis
6. Early in the Morning – 2:36 (Riley B. King) – Registrato nel 1956 a Culver City

Durata totale: 17:02
Lato B
1. I Want to Get Married – 3:04 (Riley B. King, Joe Josea) – Registrato nel 1956/57 a Culver City
2. That Ain't the Way to Do It – 2:19 (Riley B. King, Jules Taub) – Registrato circa nel settembre del 1951 a Memphis
3. Troubles, Troubles, Troubles – 2:59 (Riley B. King, Sam Ling) – Registrato nel 1956/57 a Culver City
4. Don't You Want a Man Like Me – 2:40 (Riley B. King, Jules Taub) – Registrato nel marzo del 1954 a Los Angeles
5. You Know I Go for You – 2:39 (Riley B. King) – Registrato circa nel gennaio del 1958 a Culver City
6. What Can I Do – 2:50 (Riley B. King, Jules Taub) – Registrato nel 1955 a Culver City[2]

Durata totale: 16:31
Edizione CD del 2005, pubblicato dalla Ace Records (CDCHM 1084)
1. Why Do Everything Happen to Me – 2:48 (Jules Taub, Roy Hawkins) – 1958
2. Ruby Lee – 2:37 (Riley B. King, Jules Taub) – 1958
3. When My Heart Beats Like a Hammer – 2:55 (John Lee Williamson) – 1954
4. Don't Have to Cry aka Past Day – 3:17 (Riley B. King, Joe Josea) – 1953
5. Boogie Woogie Woman – 2:49 (Riley B. King, Jules Taub) – 1952
6. Early in the Morning – 2:36 (Riley B. King) – 1957
7. I Want to Get Married – 3:04 (Riley B. King, Joe Josea) – 1958
8. That Ain't the Way to Do It – 2:19 (Riley B. King, Jules Taub) – 1951
9. Troubles, Troubles, Troubles – 2:59 (Riley B. King, Sam Ling) – 1957
10. Don't You Want a Man Like Me – 2:40 (Riley B. King, Jules Taub) – 1958
11. You Know I Go for You – 2:39 (Riley B. King) – 1958
12. What Can I Do – 2:50 (Riley B. King, Jules Taub) – 1955
13. Sweet Little Angel – 3:04 (Lucille Bogan) – Bonus Track - Alt. Take of RPM 468 (1989)
14. Don't Keep Me Waiting – 2:16 (Riley B. King) – Bonus Track - Previously Unissued (2005)
15. Tickle Britches – 2:29 (Riley B. King) – Bonus Track - Previously Unissued (2005)
16. Don't Break Your Promise – 2:24 (Riley B. King) – Bonus Track - Previously Unissued (2005)
17. I'm in Love – 2:16 (Jules Taub, Sam Ling) – Bonus Track - RPM 430 (1955)
18. Bye! Bye! Baby – 2:30 (Riley B. King, Jules Taub) – Bonus Track - RPM 412 (1954)

Durata totale: 48:32

## Formazione
Why Do Things Happen to Me aka Why Do Everything Happen to Me / Early in the Morning / You Know I Go for You
- B.B. King - voce, chitarra
- Millard Lee - pianoforte
- Ted Curry - batteria
- Jymie Merritt - contrabbasso
- Kenny Sands - tromba
- Johnny Board - sassofono tenore
- Floyd Newman - sassofono baritono
- Lawrence Burdine - sax alto

Ruby Lee / When My Heart Beats Like a Hammer / Don't You Want a Man Like Me / What Can I Do aka Just Sing the Blues
- B.B. King - chitarra, voce

The Maxwell Davis Orchestra
- Willard McDaniel - pianoforte
- Jessie Sailes - batteria
- Jessie Price - batteria
- Ralph Hamilton - contrabbasso
- Billy Hadnot - contrabbasso
- Red Callender - contrabbasso
- Jake Porter - tromba
- Maxwell Davis - sassofono tenore
- Bumps Myers - sassofono tenore
- Charles Waller - sassofono tenore
- Lorenzo Holden - sassofono tenore
- Maurice Simon - sassofono tenore
- Jack McVea - sassofono tenore
- Floyd Turnham - sax alto, sassofono baritono
- Jewel Grant - sax alto

Past Day aka Don't Have to Cry
- B.B. King - chitarra, voce
- Connie Mack Booker - pianoforte
- Ted Curry - batteria
- James Walker - contrabbasso
- Floyd Jones - tromba
- George Coleman - sassofono alto, sassofono tenore
- Billy Harvey - sassofono tenore
- Sconosciuto - sassofono baritono

Boogie Woogie Woman
- B.B. King - chitarra, voce
- Ike Turner - pianoforte
- Sconosciuto - contrabbasso
- Sconosciuto - batteria
- Sconosciuti - sax

I Want to Get Married / Troubles, Troubles, Troubles
- B.B. King - chitarra, voce

That Ain't the Way to Do It
- B.B. King - chitarra, voce
- Johnny Ace - pianoforte
- Sconosciuto - batteria[2]
- James Walker - contrabbasso